# 22 minuty
22 minuty (org. 22 минуты) – rosyjski film akcji z 2014 roku w reż. Wasilija Sierikowa.

## Opis fabuły
Maj 2010 roku. Rosyjski gazowiec "Jamał" zostaje zaatakowany i opanowany przez grupę somalijskich piratów pod przywództwem psychopatycznego Amina. Dzięki przytomności umysłu kapitana rosyjskiego statku, zanim piraci opanowują statek, Rosjanie nadają sygnał SOS, a cała załoga jest w stanie schronić się w maszynowni, bezpieczna za stalowymi drzwiami. Radiowy komunikat o niebezpieczeństwie odbiera znajdujący się w pobliżu rosyjski niszczyciel "Admirał Kryłow", który natychmiast wysyła oddział ratunkowy. Jego atak zostaje jednak odparty przez dobrze uzbrojonych i przygotowanych piratów, w ich ręce wpada ponadto jeden z rosyjskich komandosów – marynarz Jeżow. Armator nie kwapi się do wypłacenia okupu, jednak dowództwo rosyjskiej floty podejmuje akcję ratunkową. Grupa rosyjskich komandosów niepostrzeżenie dostaje się na pokład gazowca i po zażartej walce wręcz (na statku ze względów bezpieczeństwa nie mogą użyć broni palnej) z piratami opanowuje statek. Z pomocą przychodzi im Jeżow oraz jeden z młodych piratów imieniem Kałasz, który pragnie zemścić się na Aminie za śmierć swojego brata. W kulminacyjnym momencie do walki włączają się również członkowie załogi "Jamału". Cała akcja trwa tytułowe 22 minuty. Większość piratów z samym Aminem dostaje się do niewoli.  Na rozkaz dowództwa Rosjanie zmuszeni są jednak puścić ich wolno, ponieważ w istniejącym prawie nie ma żadnych przepisów umożliwiających pociągnięcie ich do jakiejkolwiek odpowiedzialności. Zadowoleni piraci odpływają łodzią, wyposażeni w zapasy żywności i wody umożliwiające im dotarcie do brzegu. Jednak Jeżow nie zamierza "odpuścić". Po kryjomu, podrzuca piratom granat z opóźnionym zapłonem. Gdy ci, pewni że wychodzą z opresji cało, odpływają na pewną odległość, granat eksploduje zabijając wszystkich.
Sukces rosyjskich komandosów ma także osobisty wymiar dla samego Jeżowa. W wywiadzie telewizyjnym przeprowadzonym wkrótce po udanej akcji, wyznaje miłość swojej dziewczynie Oldze (z którą wcześniej zerwał) i prosi ją o wybaczenie oraz aby na niego czekała na niego. Ta, w dniu swojego ślubu z kim innym, po obejrzeniu w telewizji wyznania marynarza, zrywa zaręczyny.

## Obsada aktorska
- Makar Zaporożski – Jeżow
- Denis Nikiforow – kpt. Tarasow, dowódca rosyjskich komandosów
- Gael Kamilindin – pirat Kałasz
- Ibrahim Tour – Amin
- Wiktor Suchorukow – kpt. Ukołow
- Aleksandr Galibin – kapitan "Jamału"
- Igor Taradajkin – adm. Waganow
- Władisław Domin – chor. Mogiła
- Iwan Porodnow – sierż. Tichonow
- Władisław Pogiba – komandos Kołycz
- Jekatierina Malikowa – przedstawiciel armatora
- Siergiej Aprielski – przedstawiciel armatora
- Andriej Arzjaiew – mechanik "Died"
- Aleksandr Worobiow – kontradm. Ryżow
- Siergiej Nasibow – wiceadm. Daniłow
- Roman Frołow – kontradm. Tatarincew
- Sofia Chandomirowa – Olga
- Dmitrij Jendalcew – Roma, niedoszły małżonek Olgi
- Alina Maznienkowa – Swietka
- Danił Stiekłow – Malok
- Irina Gurkina – matka Olgi
- Wiaczesław Anikin – komandos
- Michaił Bielskij – komandos
- Jewgienij Makarow – komandos
- Maksim Pleszko – "specnazowiec" z "Admirała Szaposznikowa"
- Anton Kontuszew – porucznik
- Prochor Zikora – z-ca kapitana "Jamału"
- Oleg Borisenko – marynarz
- Piotr Korolow – motorniczy gazowca
- Anton Toropow – Wowka
- Pawieł Malcew – marynarz
- Eduard Soowiow – lekarz pokładowy
- Ilmar Lancers – bosman
- Władimir Błagoj – radiotelegrafista Witalik
- Andriej Fomin – nawigator
- Piotr Puczok  – pilot morski
- Igor Mieszczerin – szef sztabu marynarki wojennej
- Boris Połunin – funkcjonariusz GRU
- Nikita Komariczew – komandos
- Denis Pierwomajski – szofer
- Siergiej Guriew – adm. Łazariew

i inni.

## O filmie
Fabuła filmu oparta została na autentycznych wydarzeniach jakie rozegrały się w maju 2010 roku w Zatoce Adeńskiej. Zdjęcia do filmu trwały od czerwca do października 2012 roku. Za plenery posłużyły: Moskwa, Sewastopol, Malta i Władywostok. Filmowy gazowiec "Jamał" w rzeczywistości był tankowcem "Moskowskij Uniwiersitiet", a niszczyciel "Admirał Kryłow" okrętem tej samej klasy – "Marszał Szaposznikow".
Film wszedł na ekrany kin w atmosferze skandalu–konfliktu pomiędzy producentem i współreżyserem Aleksiejem Sidorowem i ekipą realizatorską filmu, a firmującą go wytwórnią "Cientral Partnerszyp". W lutym 2014 roku Sidorow skierował list otwarty do ministra kultury FR i dyrektora "Found Kino" w którym zwracał się do nich z prośbą o interwencję i ratunek dla filmu, którego dramaturgia, logika i czasowy przebieg wydarzeń zostały poważnie naruszone na skutek samowolnych działań wytwórni "Cientral Partnerszyp", polegających na wycięciu z już ukończonego filmu ponad 30 minut obrazu i naciskom wywieranym na producenta celem dokręcenia nowych scen. Działania te, w opinii Sidorowa prowadzą film do finansowej i artystycznej katastrofy. Postępowanie wytwórni określił wprost mianem "sabotażu". Dwa miesiące później, w kwietniu 2014 roku, z listem otwartym sformułowanym w podobnym tonie zwróciła się do środowiska filmowego część ekipy filmowej. Filmowcy, pod adresem wytwórni "Cientral Partnerszyp" podnosili te same zarzuty co dwa miesiące wcześniej Sidorow. W konkluzji, oficjalnie informowali, że "wersja filmu wprowadzana przez wytwórnię na ekrany kin nie ma nic wspólnego z tym co chcieli stworzyć i co stworzyli". Sama wytwórnia dokonane przez nią zmiany tłumaczyła chęcią zwiększenia w filmie roli marynarki wojennej.
Film okazał się być finansową klapą – w rosyjskich kinach obejrzało go zaledwie 120 tys. widzów, a koszty produkcji zwróciły się w niewiele ponad 10 procentach (119 300 $ wpływów przy 6 500 000 $ kosztów produkcji).